# Shiranui (1939)
El Shiranui (不知火 fuego fatuo?) fue el segundo destructor de la clase Kagerō. Sirvió en la Armada Imperial Japonesa durante la Segunda Guerra Mundial. 

## Historia
El 26 de octubre de 1944, tras la batalla del Estrecho de Surigao, el Shiranui fue enviado a localizar al crucero Kinu y al destructor Uranami, desaparecidos en la acción. Posteriormente asistió a otro destructor, el Hayashimo, que había sido embarrancado tras ser dañado en la batalla y perder su proa a causa de un torpedo.
Resultó hundido al día siguiente en la posición 12°0′N 122°30′E / 12.000, 122.500, a 150 kilómetros al norte de Panay, por un ataque aéreo de la Task Force 77.